# Johnny Richards
Johnny Richards (né le 2 novembre 1911 à Toluca au Mexique, mort le 7 octobre 1968 à New York) est un compositeur et arrangeur de jazz américain. Il est surtout connu pour ses arrangements de big band dans les années 1950 et au début des années 1960. Il a composé plusieurs musiques de film, dont Young at Heart. Ses albums les plus connus sont Cuban Fire! et Kenton's West Side Story.

## Discographie partielle
- avec Charlie Barnet:
  - The Capitol Big Band Sessions (Capitol, 1948–1950)
- avec Stan Kenton:
  - Cuban Fire! (en) (Capitol, 1956)
  - Back to Balboa (Capitol, 1958)
  - Kenton's West Side Story (en) (Capitol, 1961)
  - Adventures in Time (A Concerto for Orchestra) (Capitol, 1963)
- En solo
  - Something Wild, Something Else (Fresh Sound, 1956 and 1959) compilation
  - Mosaic Select (Mosaic, 2005) compilation